# Sandra Toms LaPedis
Sandra Toms (San Francisco) és una geek del Big Data i vicepresidenta i comisària de la Conferència RSA. Té una llicenciatura en psicologia de la UCLA i un J.D. de la Universitat de Santa Clara, on es va graduar amb honors i va ser cap de redacció de High Tech Law Journal.
El 1998, Toms va establir la Conferència RSA com un fòrum mundial de seguretat cibernètica, on els proveïdors de tecnologia i les empreses s'unirien amb el sector públic davant l'amenaça comuna de la delinqüència informàtica. Sota el seu lideratge, la Conferència RSA s'ha convertit en l'esdeveniment de seguretat cibernètica més important del món, atraient a més de 35.000 assistents cada any.

## Premis i reconeixements
- 2015 – Crystal Bridge Award. San Francisco Travel[2]
- 2014 – Women in Business World Gold Award. The Women in Business World Awards.[3]
- 2013 – Finalist Women of Influence Award. Executive Women's Forum Conference.
- 2008 – Show Manager of the Year (SMOTY). Expo Group.[4]
- 2007 – Outstanding Achievement Marketing & Sales. Show Management International Association of Exhibitions and Events (IAEE).[5]